# Gwiazd naszych wina (film)
Gwiazd naszych wina (ang. The Fault in Our Stars) – amerykański dramatyczny romans z 2014 roku w reżyserii Josha Boone’a. Film jest adaptacją powieści Johna Greena Gwiazd naszych wina.

## Fabuła
Główni bohaterowie filmu – Hazel (Shailene Woodley) i Gus (Ansel Elgort) to nastolatkowie, którzy mimo młodego wieku musieli stawić czoła przeciwnościom losu. Ona – szesnastolatka mieszkająca na przedmieściach Indianapolis, ze zdiagnozowanym rakiem i opiekuńczymi rodzicami, on – były koszykarz, któremu świat się zawalił, gdy amputowano mu nogę. Poznali się na spotkaniu grupy wsparcia dla chorych na raka. Oprócz ciężkich doświadczeń połączyła ich miłość do książek. Dziewczyna pragnie poznać autora ulubionej powieści, Petera van Houtena (Willem Dafoe), jednak mimo prób kontaktu, spotkanie nie doszło do skutku. Mimo wszystko Gus nie poddaje się łatwo. Udaje mu się skontaktować i zdobyć zaproszenie na spotkanie z pisarzem w Amsterdamie. Postanawia jako towarzyszkę podróży zabrać dziewczynę.

## Obsada
- Shailene Woodley jako Hazel Grace Lancaster
- Lily Kenna jako Hazel w dzieciństwie
- Ansel Elgort jako Augustus „Gus” Waters
- Nat Wolff jako Isaac, najlepszy przyjaciel
- Laura Dern jako Frannie, matka Hazel
- Sam Trammell jako Michael, ojciec Hazel
- Willem Dafoe jako pisarz Peter Van Houten
- Lotte Verbeek jako Lidewij Vliegenthart, asystentka Van Houtena
- Milica Govich jako pani Waters, matka Augustusa
- David Whalen jako pan Waters, ojciec Augustusa
- Ana Dela Cruz jako dr Maria
- Carole Weyers głos Anne Frank

## Nagrody i nominacje
| Rok  | Ceremonia              | Kategoria                      | Nominowani                                | Wynik     | Przypisy |
| ---- | ---------------------- | ------------------------------ | ----------------------------------------- | --------- | -------- |
| 2014 | Teen Choice Award      | Ulubiony dramat kinowy         | Gwiazd naszych wina                       | Wygrana   | [ 1 ]    |
| 2014 | Teen Choice Award      | Ulubiona aktorka dramatu       | Shailene Woodley                          | Wygrana   | [ 1 ]    |
| 2014 | Teen Choice Award      | Ulubiony aktor dramatu         | Ansel Elgort                              | Wygrana   | [ 1 ]    |
| 2014 | Teen Choice Award      | Przełomowa rola kinowa         | Ansel Elgort                              | Wygrana   | [ 1 ]    |
| 2014 | Teen Choice Award      | Ulubiona chemia filmowa        | Ansel Elgort, Nat Wolff, Shailene Woodley | Wygrana   | [ 1 ]    |
| 2014 | Teen Choice Award      | Ulubiona postać kradnąca sceny | Nat Wolff                                 | Wygrana   | [ 1 ]    |
| 2014 | Teen Choice Award      | Ulubiony pocałunek             | Ansel Elgort, Shailene Woodley            | Wygrana   | [ 1 ]    |
| 2015 | MTV Video Music Awards | Najlepszy film                 | Gwiazd naszych wina                       | Wygrana   | [ 1 ]    |
| 2015 | MTV Video Music Awards | Najlepsza aktorka              | Shailene Woodley                          | Wygrana   | [ 1 ]    |
| 2015 | MTV Video Music Awards | Najlepszy pocałunek            | Ansel Elgort, Shailene Woodley            | Wygrana   | [ 1 ]    |
| 2015 | MTV Video Music Awards | Najlepszy aktor                | Ansel Elgort                              | Nominacja | [ 1 ]    |
| 2015 | MTV Video Music Awards | Najlepszy duet                 | Ansel Elgort, Shailene Woodley            | Nominacja | [ 1 ]    |
| 2015 | MTV Video Music Awards | Najlepszy występ bez koszuli   | Ansel Elgort                              | Nominacja | [ 1 ]    |
| 2015 | MTV Video Music Awards | Przełomowa rola                | Ansel Elgort                              | Nominacja | [ 1 ]    |
| 2015 | People’s Choice Award  | Ulubiony dramat                | Gwiazd naszych wina                       | Wygrana   | [ 1 ]    |
| 2015 | People’s Choice Award  | Ulubiona aktorka w dramacie    | Shailene Woodley                          | Nominacja | [ 1 ]    |
| 2015 | People’s Choice Award  | Ulubiony duet filmowy          | Ansel Elgort, Shailene Woodley            | Nominacja | [ 1 ]    |